# Lloyd J. Old

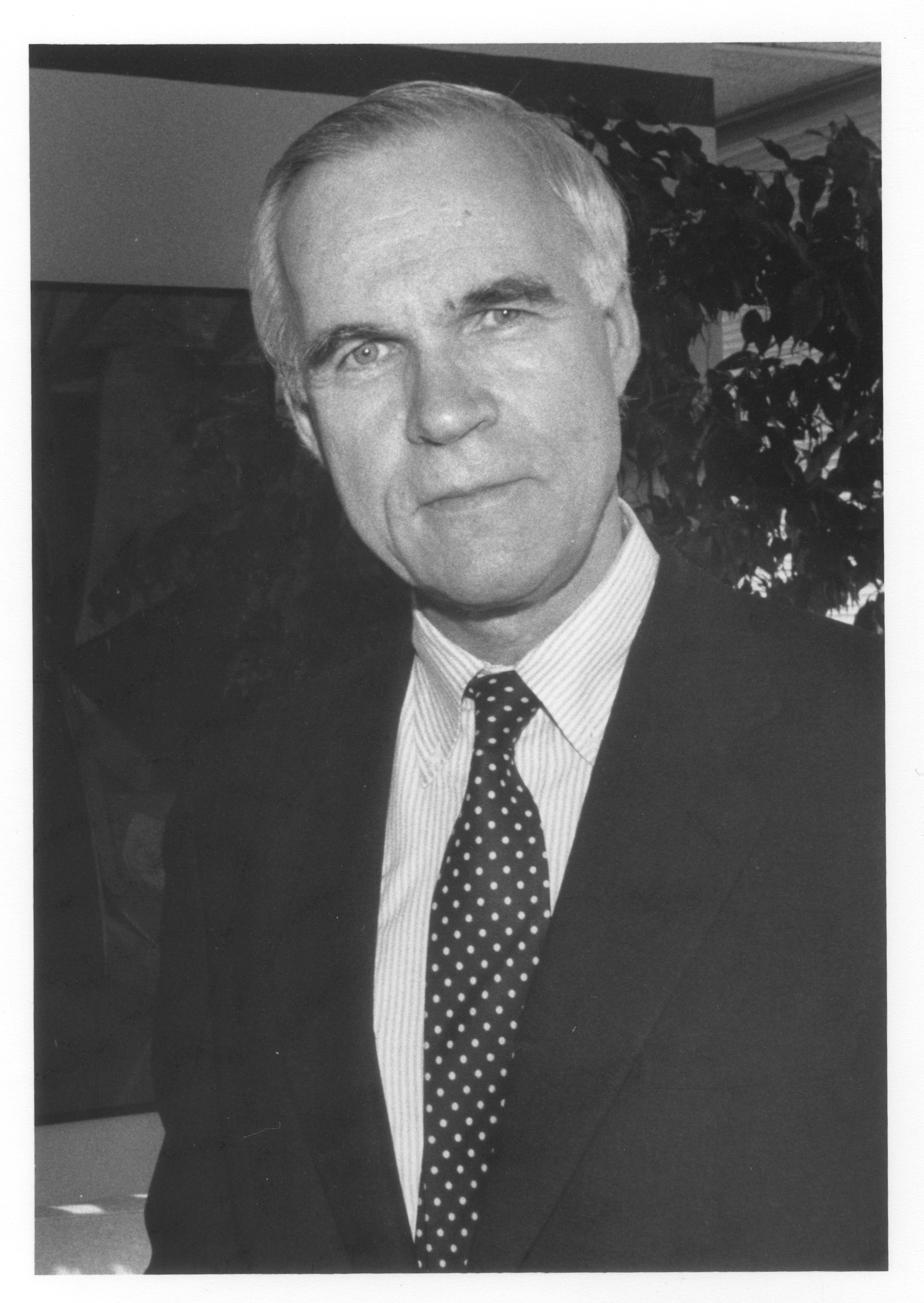
Lloyd J. Old, ca. 1995.

Lloyd John Old (* 23. September 1933 in San Francisco; † 28. November 2011 in New York City) war ein US-amerikanischer Immunologe.

## Werdegang
Old machte 1958 an der University of California, San Francisco seinen Abschluss als M.D. Danach ging er als Research Fellow an das Memorial Sloan-Kettering Cancer Center. 1973 wurde er dort Associate Director. Zehn Jahre später bekam er den William E. Snee Chair für Krebsimmunologie.
Am Weill Cornell Medical College der Cornell University in New York City war Old Professor. Er war Vorsitzender des Ludwig Institute for Cancer Research und Mitglied in zahlreichen Gremien und Beiräten. Von mehreren Universitäten wurde Old die Ehrendoktorwürde verliehen.
Am 28. November 2011 starb er in New York City an den Folgen einer Prostatakrebs-Erkrankung.

## Forschungsgebiete
Olds wesentliches Forschungsgebiet war die Krebsimmuntherapie. Auf diesem Gebiet war er einer der Pioniere. Ende der 1950er Jahre führte er das Bacillus Calmette-Guérin in die Krebstherapie ein. In seinem Labor wurden die Tumor-Nekrose-Faktoren entdeckt (1975 publiziert), und er war 1979 Mitentdecker von p53. Old war (Mit)-Autor von über 600 Publikationen.

## Auszeichnungen
- 1975 William B. Coley Award
- 1976 Mitgliedschaft in der American Academy of Arts and Sciences
- 1978 Mitgliedschaft in der National Academy of Sciences
- 1985 New York Academy of Medicine Medal
- 1990 Robert-Koch-Preis[2]
- 2004 Dean’s Award der Stanford University School of Medicine
- 2004 President’s Medal, Johns Hopkins University
- 2007 Charles Rodolphe Brupbacher Preis für Krebsforschung[3]

## Schriften
- Elizabeth Carswell, Lloyd J. Old et al.: An endotoxin-induced serum factor that causes necrosis of tumors. In: PNAS, Band 72, Nr. 9, 1975, S. 3666–3670, doi:10.1073/pnas.72.9.3666
- Der Tumornekrosefaktor. In: Spektrum der Wissenschaft, Juli 1988